# Thomas de Metsop
Thomas de Metsop ou Tovma Metsobetsi (en arménien Թովմա Մեծոփեցի ; 1378-1446) est un religieux et un historien arménien qui a laissé un récit des invasions caucasiennes de Tamerlan. Il est connu par la biographie écrite par son élève Kirakos Banaser ainsi que par des colophons du XVe siècle.

## Biographie
Né dans une famille noble de la région d'Archesh, au nord du lac de Van, Thomas reçoit tout d'abord son éducation au monastère de Metsop, avant de recevoir de 1406 à 1410 l'enseignement de Grégoire de Tatev, au monastère de Tatev. Prieur du monastère de Mestop et doyen du séminaire, il mène une vie errante à la suite des attaques timourides et oghouzes, dispensant son enseignement et poursuivant ses activités littéraires dans divers centres religieux arméniens. 
Il s'implique également dans la lutte contre l'influence de l'Église catholique romaine au sein du clergé apostolique arménien et contribue au transfert du catholicossat de Sis à Etchmiadzin en 1441. Il assiste le nouveau Catholicos, Kirakos Virapetsi, jusqu'en 1443. Il meurt en 1446 et est enterré au monastère de Mestop.

## Œuvres
Son œuvre principale, L'histoire générale de Timour Leng et de ses successeurs, est essentiellement un témoignage direct des invasions timourides. Il s'agit de la seule œuvre historiographique arménienne importante à cette époque.
Thomas laisse également des Mémoires, centrées sur le transfert du catholicossat, un ouvrage pédagogique (De l'éducation de la jeunesse non scolarisée), ainsi que quelques œuvres mineures.